# Cesare Brandi
Cesare Brandi (Siena, 8 de abril de 1906 – Vignano, 19 de janeiro de 1988) é um dos principais nomes da restauração de objetos de arte. Fundamentou o "restauro crítico" nos anos 40 juntamente com Roberto Pane e Renato Bonelli.
Em 1938 Brandi organizou o Instituto Central de Restauro (ICR) em Roma, instituição da qual se tornou diretor em 1939. O instituto se tornou a referência para técnicas de restauração, proteção, salvaguarda e restauro de obras de arte e arquitetônica, em toda a Itália. Em 1948 passou a trabalhar junto à UNESCO, viajando o mundo enquanto estudava as características do patrimônio artístico e cultural .
Sua ampla experiência prática e suas referências de base fenomenológica que vão de Platão a Kant, passando por Benedetto Croce, Martin Heidegger, Jean-Paul Sartre, Bergson e principalmente, Edmund Husserl e Hegel, culminaram com aquela que ficou conhecida como Teoria do Restauro Crítico, cuja principal obra (Teoria da Restauração) remete a 1963. Suas propostas tiveram grande influência na Carta de Restauro Italiana de 1972 e, por consequência, na prática atual do restauro.